# Крістіан Каутер
Крістіан Каутер (6 травня 1947 , Берн ) — швейцарський фехтувальник на шпагах, срібний призер Олімпійських ігор 1972 року, бронзовий призер Олімпійських ігор 1976 року.

## Виступи на Олімпіадах
| Олімпіада     | Дисципліна          | Місце |
| ------------- | ------------------- | ----- |
| Мехіко 1968   | командна шпага      | 13    |
| Мюнхен 1972   | індивідуальна шпага | 49    |
| Мюнхен 1972   | командна шпага      | 2     |
| Монреаль 1976 | індивідуальна шпага | 13    |
| Монреаль 1976 | командна шпага      | 3     |